# Openbucks
 (février 2017).
Openbucks est une compagnie de paiement en ligne basée dans la Silicon Valley, dans la ville de Mountain View. 
Elle permet de payer sur internet en utilisant des cartes cadeau. Openbucks collabore notamment avec Subway, CVS Pharmacy, Burger King, Sports Authority, Dollar General, Circle K, et la filiale américaine de Shell,,,.

## Histoire
Openbucks a été fondé en 2010 par Marc Rochman.
La compagnie a participé à TechCrunch en 2011.

## But
Le but d'Openbucks est de permettre aux gens qui n'ont pas de carte de crédit ou de compte en banque de payer sur internet en utilisant leur argent.
Beaucoup d'adolescents ont des problèmes avec les paiements en ligne. La majorité n'ont pas de carte de crédit et ont besoin de demander de l'argent à leurs parents pour acheter quelque chose sur internet. Openbucks est une solution pour les adolescents sans carte de crédit. Beaucoup d'entre eux ont de l'argent ou des cartes cadeau, ce qui leur permet de payer sur un site d'Openbucks.
Openbucks donne aussi la possibilité aux gens de payer sur internet sans mettre leurs informations privées sur le web.